# Mine de Cheviot
 (mars 2025).
La mine de Cheviot est une mine à ciel ouvert de charbon située en Alberta au Canada. Elle appartient à Teck Resources.